# Aeroportul Kegaska
Aeroportul Kegaska (IATA: ZKG) este un aeroport din Côte-Nord-du-Golfe-du-Saint-Laurent⁠(d), Le Golfe-du-Saint-Laurent⁠(d), Côte-Nord⁠(d), Provincia Québec, Canada.
Situat la o altitudine de 10 m, aeroportul dispune de o singură pistă. Este operat de Transports Québec⁠(d).